# أولريكه مولر
أولريكه مولر (بالألمانية: Ulrike Müller)‏ هي فنانة نمساوية، ولدت في 1971 في Brixlegg ‏ في النمسا.